# Genital beading

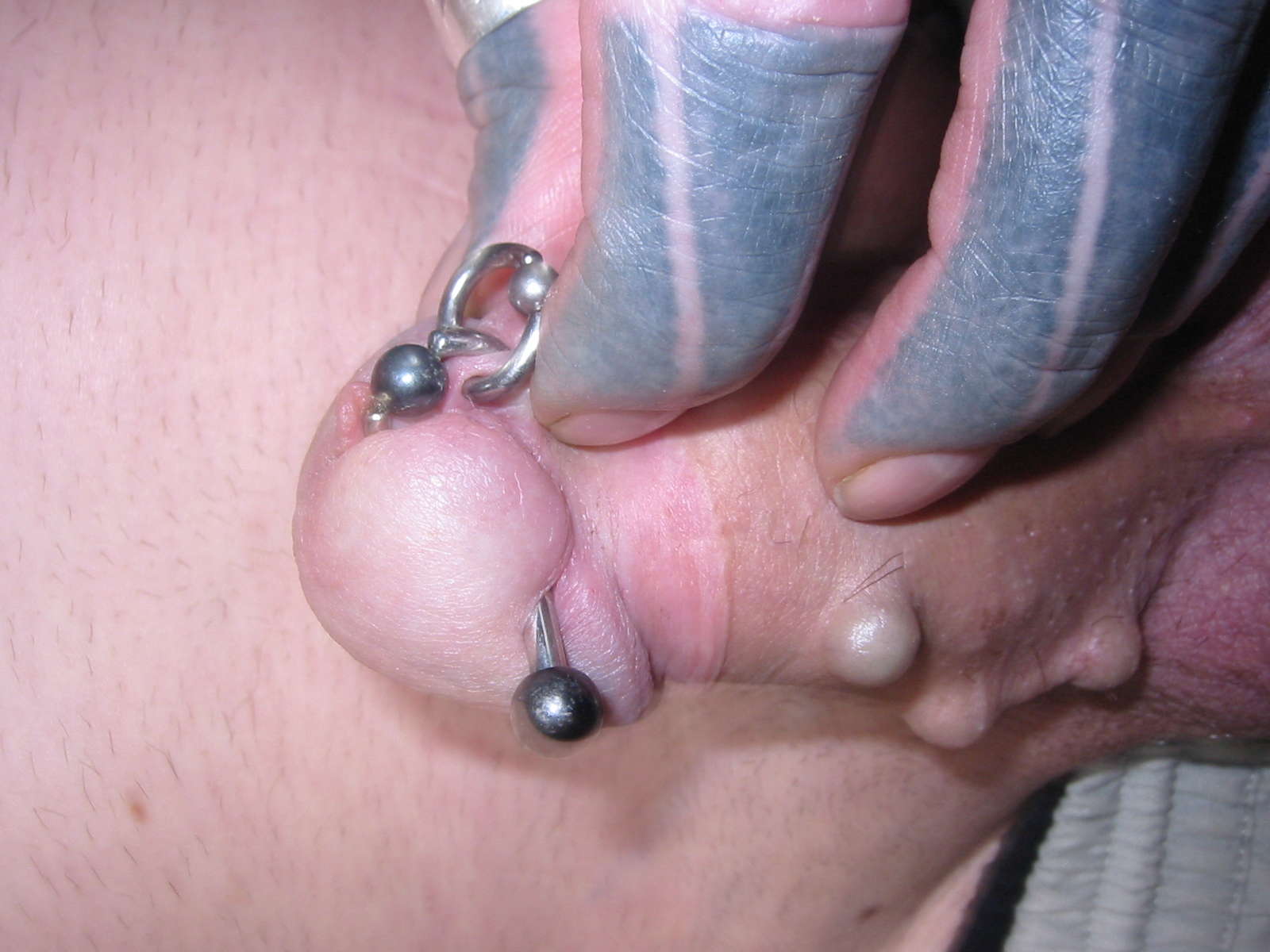
Pearling

A genital beading a testmódosítás egyik formája, amely a különböző anyagokból készült kis gyöngyök végleges behelyezését jelenti a nemi szervek – a szeméremajkak vagy a pénisz tengelye vagy fityma – bőre alá. Amellett, hogy esztétikai gyakorlat, általában célja a partnerek szexuális örömének fokozása a hüvelyi vagy anális közösülés során. Férfiak esetében a gyöngyöt péniszgolyónak is hívják.

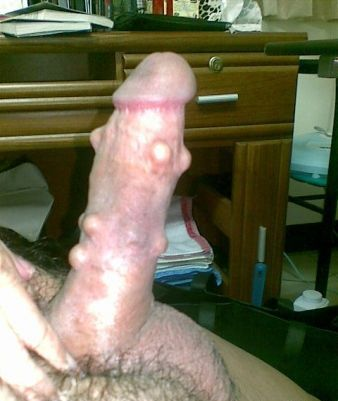
Pearling

## Eljárás
Két általános eljárás létezik, az egyik nagyon hasonlít a frenum piercinghez, a másik a subdermális implantátum behelyezéséhez. A második behelezési módszer többorvosi ismeretet és speciális eszközöket igényel. Bármelyik eljárás viszonylag biztonságos, kockázatokkal jár és gyógyulást mutat, mint a test bármely más részén található subdermális implantátum, bár sok genitális piercinghez hasonlóan a nemi szervekbe irányuló bőséges véráramlás jelentősen csökkentheti a gyógyulási időket. A gyulladás nagyon gyakori, a gyógyulás alatt és után, bár a gondos gyógyítás ezt minimalizálhatja. Az elutasítás ritka, de előfordulhat.

## Ékszer
Ehhez az implantátumhoz sokféle ismert implantátum anyag használható. A teflont , a szilikont , a sebészeti acélt vagy a titánt általában használják. A modern anyagok rendelkezésre állása előtt sokszor gyöngyöt használtak. Van ennek az implantátumnak egy alternatív formája, ahol rövid, ívelt "bordákat" helyeznek el, nem pedig golyókat.

## Története
A  golyók beültetésének pontos eredete nem ismert, de a korai dokumentumok Kínában azt mutatják, hogy  az1400-as évek elején Délkelet-Ázsiából importálták.  A Fülöp-szigeteken a kutatók megállapították, hogy ezek különböző formákban voltak jelen a Visayáktól a déli Luzonig.  A Visayákban arany, elefántcsont vagy sárgaréz golyókat illesztettek a fiatal fiúkba péniszfejükön keresztül.  A gyarmatosítás előtti Fülöp-szigetek kiemelkedő történésze, William Henry Scott kutatásai szerint: Amint a fiúk idősebbek lesznek, "tompán szöges gyűrűket rögzítenek szexpartnereik ösztönzése érdekében". 
A golyó beültetése a japán jakuzáknál (szervezett bűnözéssel foglalkozó szindikátusok) jelent meg, akiknek tagjai számos figyelemre méltó típusú testmódosítást hajtanak végre, köztük a nagy felületű irezumi tetoválásokat és a jubicume-t , az ujjak ízületeinek amputációját bűnbánatban feletteseik előtt. A golyók behelyezését a jakuzák a börtönben végzik, és minden golyó állítólag a börtönben töltött évet jelképezi. 
A „bolitas” -nak nevezett gyöngyfűzés a fülöp-szigeteki hajósok körében bevett gyakorlattá vált , különösen az idősebbek körében.   Ryan Jacobs , az Atlanti-óceánban író újságíró 2013-ban arról számolt be, hogy a matrózok bolitákat használnak arra, hogy megkülönböztessék magukat a többi nemzetközi tengerésztől, különösképpen a prostituáltak kegyének elnyerésére.

## Fordítás
- Ez a szócikk részben vagy egészben  a   Pearling_(body_modification) című angol Wikipédia-szócikk fordításán alapul.  Az eredeti cikk szerkesztőit annak laptörténete sorolja fel. Ez a jelzés csupán a megfogalmazás eredetét és a szerzői jogokat jelzi, nem szolgál a cikkben szereplő információk forrásmegjelöléseként.